# رون ميلر (مؤلف)
رون ميلر (بالإنجليزية: Ron Miller)‏ (8 مايو 1947، منيابولس في الولايات المتحدة)؛ روائي أمريكي.

## روابط خارجية
- رون ميلر على موقع IMDb (الإنجليزية)